# Cento di questi giorni
Cento di questi giorni è un film del 1933 diretto da Augusto e Mario Camerini.